# Freie-Partie-Europameisterschaft der Junioren 1978/79

Logo CEB (ausrichtender Verband)

Die Freie-Partie-Europameisterschaft der Junioren 1979 war das 3. Turnier in dieser Disziplin des Karambolagebillards und fand vom 19. bis zum 22. April 1979 in Herne statt. Die Meisterschaft zählte zur Saison 1978/79.

## Geschichte
Fonsy Grethen verteidigte problemlos seinen Titel vor dem Niederländer Ad Klijn und dem Italiener Marco Zanetti.

## Modus
Gespielt wurde in einer Finalrunde „Jeder gegen Jeden“ bis 300 Punkte. Es wurden prolongierte Serien gewertet.
1. MP = Matchpunkte
2. GD = Generaldurchschnitt
3. HS = Höchstserie

## Finalrunde
| MP    | Match Points (Sieger = 2; Unentschieden = 1; Verlierer = 0) |
| Pkte. | Erzielte Karambolagen                                       |
| Aufn. | Benötigte Versuche                                          |
| GD    | Generaldurchschnitt                                         |
| BED   | Bester Einzeldurchschnitt eines Spielers                    |
| HS    | Höchstserie                                                 |
|       | Bester GD des Turniers                                      |
|       | Bester ED des Turniers                                      |
|       | Beste HS des Turniers                                       |
|       | 1. Platz (Gold)                                             |
|       | 2. Platz (Silber)                                           |
|       | 3. Platz (Bronze)                                           |

| Platz                      | Name            | MP   | Pkte | Aufn. | GD    | BED    | HS  |
| -------------------------- | --------------- | ---- | ---- | ----- | ----- | ------ | --- |
| 1                          | Fonsy Grethen   | 14:0 | 2100 | 25    | 84,00 | 300,00 | 670 |
| 2                          | Ad Klijn        | 10:4 | 1533 | 83    | 18,46 | 50,00  | 229 |
| 3                          | Marco Zanetti   | 8:6  | 1403 | 31    | 45,25 | 150,00 | 300 |
| 4                          | Philippe Obadia | 8:6  | 1616 | 57    | 28,35 | 300,00 | 402 |
| 5                          | Guido Aerts     | 6:8  | 1276 | 39    | 32,71 | 50,00  | 270 |
| 6                          | Rainer Stecken  | 6:8  | 1334 | 46    | 29,00 | 50,00  | 190 |
| 7                          | Ramon Farres    | 4:10 | 911  | 39    | 23,35 | 60,00  | 193 |
| 8                          | Roland Gerber   | 0:14 | 177  | 70    | 2,52  | -      | 25  |
| Turnierdurchschnitt: 26,53 |                 |      |      |       |       |        |     |